# کوبه (ابزار)

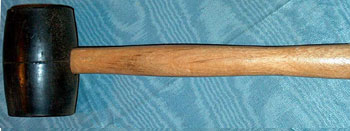
چکش لاستیکی که در بنایی، نجاری و صافکاری خودرو استفاده می‌شود

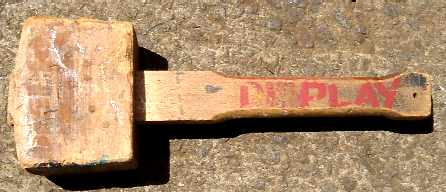
یک کوبه چوبی

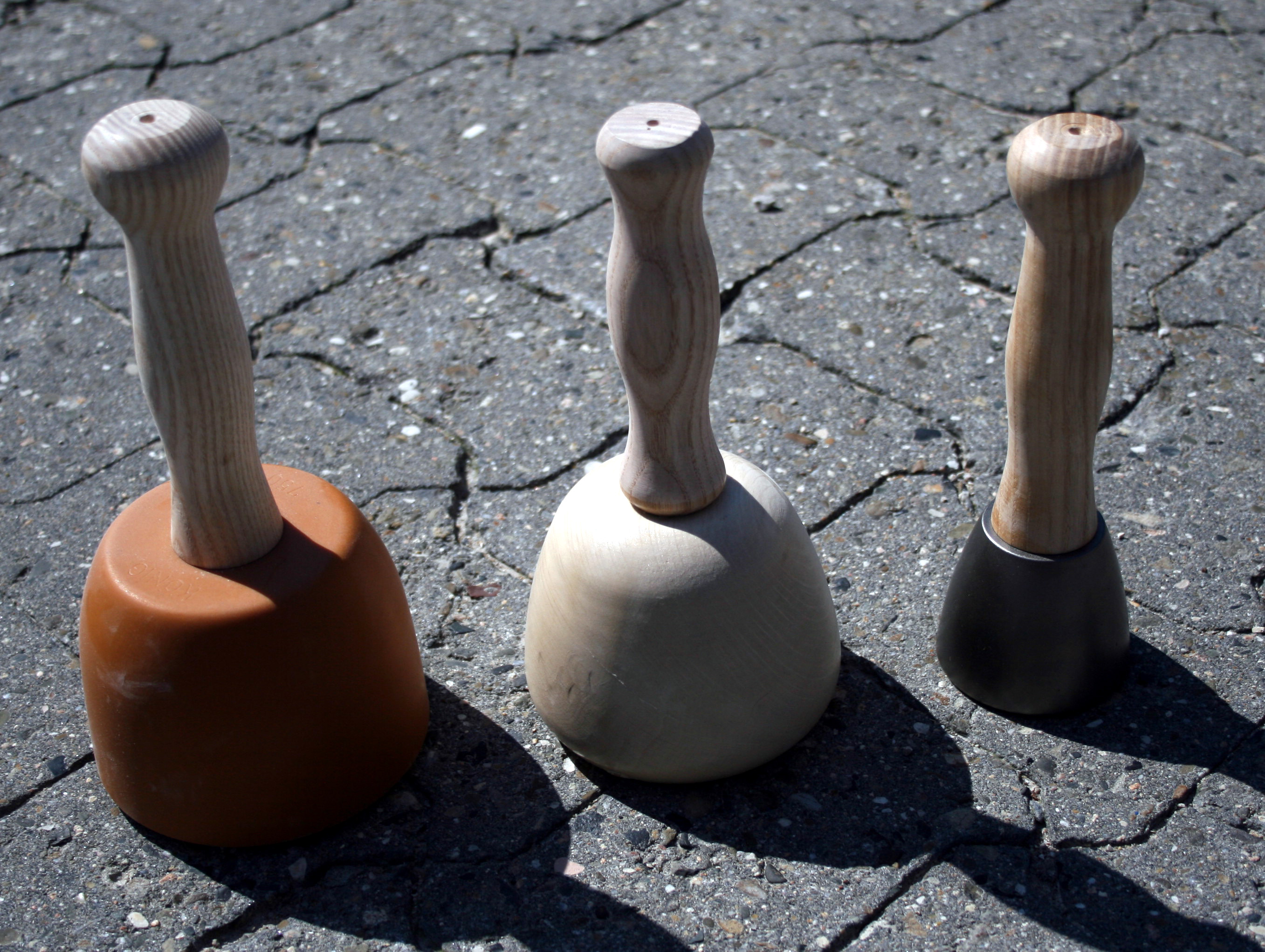
چکشهای سنگتراشی پلاستیکی، چوبی و فولادی

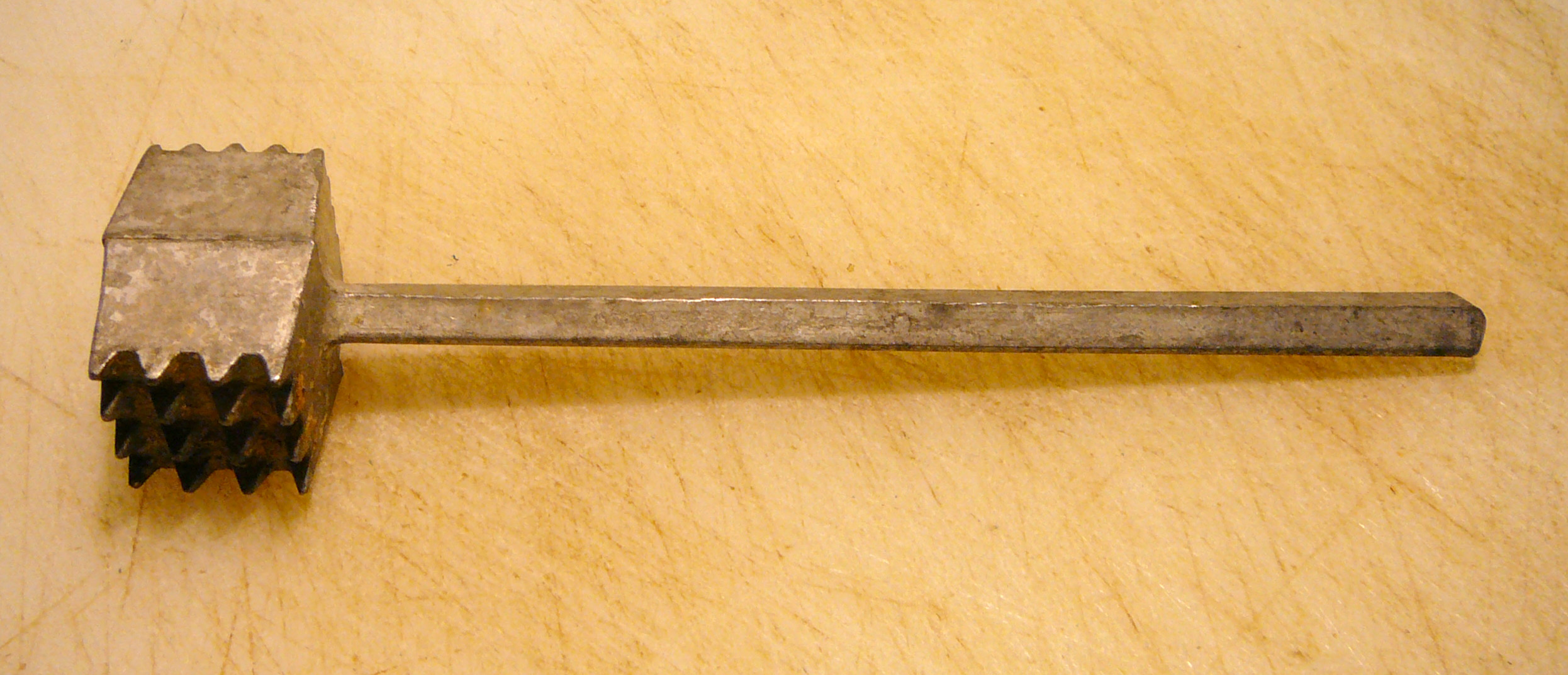
گوشت‌کوب آلومینیومی برای نرم کردن گوشت

کوبه نوعی چکش است که معمولاً از لاستیک یا گاهی از چوب ساخته می‌شود. معمولاً کوچک‌تر از گرز است و سر نسبتاً بزرگی دارد. این اصطلاح برای توصیف اندازه و ابعاد این ابزار به‌کار برده می‌شود، نه جنس آن، اگرچه بیشتر کوبه‌ها سر نرم‌تر از فولاد دارند.